# John Snijders
John Snijders (1963) is een Nederlands pianist en oprichter en artistiek leider van het Ives Ensemble.
Snijders studeerde piano bij Geoffrey Madge aan het Koninklijk Conservatorium te Den Haag. Ook studeerde hij gedurende vier jaar hammerklavier bij Stanley Hoogland en gedurende drie jaar compositie bij Louis Andriessen, eveneens in Den Haag.
In 1985 won hij het Berlage concours voor Nederlandse kamermuziek 1840-1940; dit resulteerde in een bloeiende concertpraktijk. Als solist trad hij op met het Balletorkest, het Residentie Orkest en het Radio Philharmonisch Orkest. Voorts verzorgde hij solo-optredens op vele internationale podia (Hamburg, Madrid, Soria, Avila, Aken, Delmenhorst, Kassel, Gent, Frankfurt) en tijdens verschillende muziekfestivals (Zagreb, Darmstadt, etc.).
Diverse componisten schreven speciaal voor hem werken, waaronder Christopher Fox, Richard Rijnvos, Gerard Brophy, Ivo van Emmerik, Rodney Sharman, Richard Ayres en Clarence Barlow.
Hij is oprichter, artistiek leider en pianist van het Ives Ensemble, waarmee hij concerten geeft in binnen- en buitenland. Daarnaast is John Snijders sinds 1988 vaste pianist van het Nieuw Ensemble.
- Bibliothèque nationale de France: cb14228467s (data)
- Gemeinsame Normdatei: 135093910
- International Standard Name Identifier: 0000 0000 5958 8452
- Library of Congress Control Number: no2002074870
- MusicBrainz: 067bd0a8-4737-4b67-9063-c998b0a6a26e
- Nationale Bibliotheek van Israël: 987007317322605171
- Nederlandse Thesaurus van Auteursnamen: 108728463
- Virtual International Authority File: 43971026
- WorldCat: E39PBJtcD3hHHF3Kv3chbYjBfq